# HD124448
HD124448 — хімічно пекулярна зоря спектрального класу B3, що має видиму зоряну величину в смузі V приблизно 10,0.
Вона  розташована на відстані близько 5528,1 світлових років від Сонця.

## Пекулярний хімічний склад
Зоряна атмосфера HD124448 має підвищений вміст 
He
.